# 알고리즘 (수학)

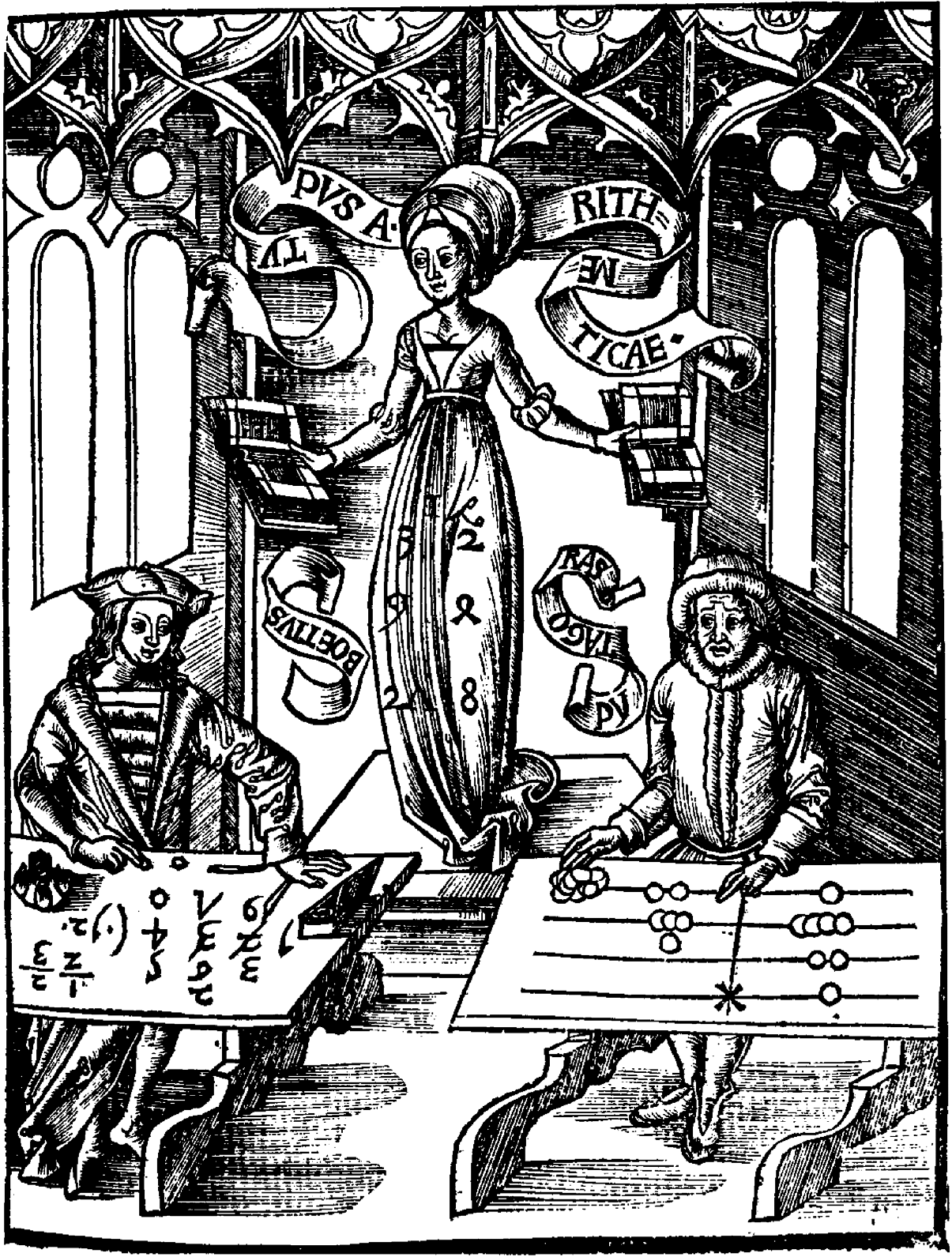

알고리즘(algorism)은 수학에서 기수법, 셈법, 풀이법 등을 뜻하는 말이다. 알고리즘은 숫자를 자릿값 형태로 쓰고 암기된 규칙과 사실을 숫자에 적용하여 기본적인 산술 연산을 수행하는 기법이다. 알고리즘을 실행하는 사람을 알고리스트(algorist)라고 한다. 이 위치 표기법은 로마 숫자처럼 각 숫자의 크기에 대해 다른 기호를 사용하거나 경우에 따라 주판과 같은 도구를 필요로 했던 이전 계산 시스템을 크게 대체했다.

## 역사
인도에서 10진법 표기법을 사용하여 개발된 정수 산술을 시작으로, 알콰리즈미는 중세 이슬람의 다른 수학자들과 함께 새로운 산술 기법을 기록하고 십진법 산술에 많은 기여를 했다. 여기에는 표기법의 확장으로서 소수 분수 개념이 포함되었는데, 이는 결국 소수점 개념으로 이어졌다. 이 체계는 현재 피보나치로 알려진 피사의 레오나르도에 의해 유럽에서 대중화되었다.

## 같이 보기
- 암산
- 위치 기수법